# Virgichneumon texanus
Virgichneumon texanus là một loài tò vò trong họ Ichneumonidae.